# Władysław Matlakowski

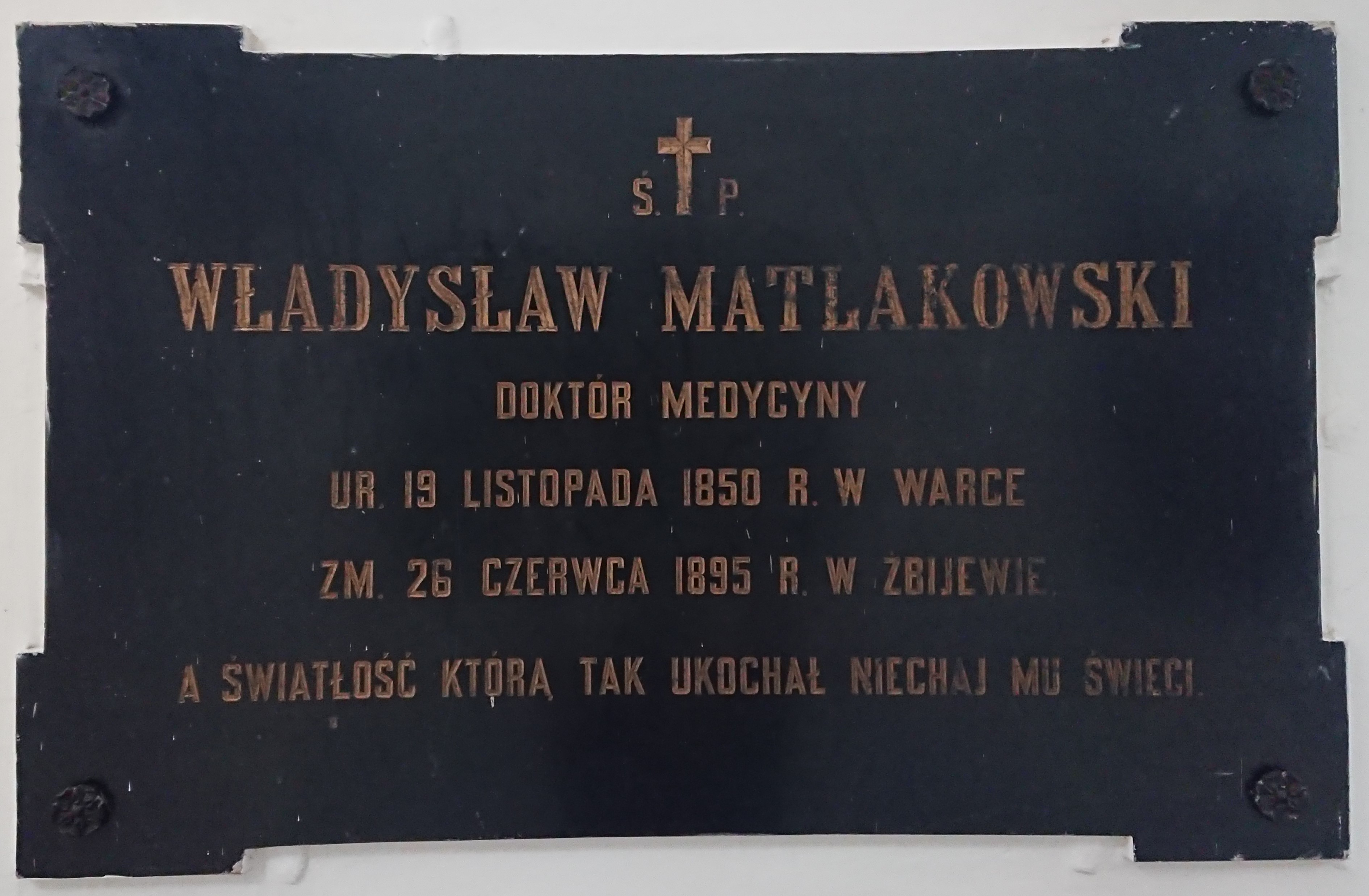
Epitafium poświęcone Władysławowi Matlakowskiemu we wnętrzu kościoła Matki Bożej Szkaplerznej w Warce

Władysław Matlakowski (ur. 19 listopada 1850 w Warce nad Pilicą, zm. 26 czerwca 1895 w Zbijewie na Kujawach) – warszawski chirurg, badacz podhalańskiej sztuki ludowej, podróżnik, tłumacz z angielskiego (m.in. Hamleta), zajmował się również muzyką.

## Życiorys
W 1870 roku ukończył ze złotym medalem III Gimnazjum w Warszawie przy pl. Trzech Krzyży. W tym samym roku rozpoczął studia na Wydziale Lekarskim Uniwersytetu Warszawskiego, które ukończył w 1875 roku ze stopniem lekarza cum eximia laude. Doskonalił swoje umiejętności w Paryżu i Londynie. Od 1880 roku redagował „Gazetę Lekarską”. Poślubił w 1885 roku Julię Zaborowską ze Zbijewa, podczas wakacji spędzanych w rodzinnym majątku żony zbierał i gromadził tamtejszy folklor muzyczny i słowny (spod Chodcza i Zbijewa). Od 1889 roku pełnił funkcję ordynatora żeńskiego oddziału chirurgicznego w Szpitalu Dzieciątka Jezus w Warszawie.
Wydał około 120 prac z zakresu medycyny. W wyniku gruźlicy płuc – od roku 1886 zaczął przyjeżdżać na kuracje klimatyczne do Zakopanego. Od 1891 roku na stałe pozostał na Podhalu. Zafascynowała go kultura i sztuka ludowa miejscowych górali. Był jednym z pierwszych badaczy góralszczyzny.
W 1894 roku wyjeżdża z Zakopanego na Kujawy, do majątku teścia w Zbijewie.
Zmarł na gruźlicę w wieku 45 lat, spoczywa na cmentarzu w Chodczu na Kujawach. W wareckim kościele pofranciszkańskim wmurowana jest tablica epitafijna poświęcona jego pamięci. Jego imię nosi Zespół Szkół Budowlanych w Zakopanem.

## Wybrane publikacje
- Zdobienie i sprzęt ludu polskiego na Podhalu. Zarysy życia ludowego (Warszawa 1901)[1]
- Budownictwo ludowe na Podhalu (1892)[2][3]
- Hamlet (1894, przekład dramatu Shakespeare'a)[4][5]